# Frais (Chiomonte)
Il Frais (anche detto Pian del Frais) è una frazione del comune di Chiomonte, nella Val di Susa in provincia di Torino.
Situato a 1.500 metri di altezza, è una località di villeggiatura estiva e invernale.
Grazie ai 4 impianti di risalita per lo sci alpino attira gli sciatori da Torino e dalla bassa Val di Susa.
Di notevole pregio artistico la nuova chiesa di San Bartolomeo, inaugurata nel 1974, al cui interno si trovano opere dell'artista Mario Molinari.
La stazione sciistica del Frais è stata sede olimpica di allenamento durante i XX Giochi olimpici invernali di Torino 2006.